# José Rivera (Autor)

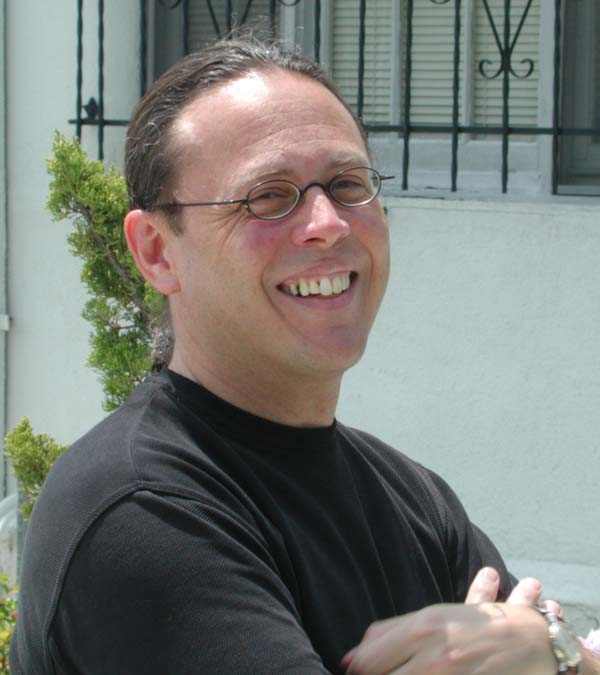
José Rivera (2009)

José Rivera (*  24. März 1955 in San Juan, Puerto Rico) ist ein puerto-ricanischer Dramatiker und Drehbuchautor.

## Leben
José Rivera wuchs in Arecibo, Puerto-Rico auf, bevor seine Familie 1959 in die USA einwanderte und sich auf Long Island niederließ. Er studierte Schauspiel an einem College und brauchte sechs Jahre, bevor er 1983 mit seinem Stück The House of Ramon Iglesia einen Wettbewerb gewann, welches ihm 5000 US-Dollar und die Produktion zusicherte. Später studierte er mit dem Nobelpreisträger Gabriel García Márquez am Sundance Institute. 1984 debütierte er als Drehbuchautor mit zwei Drehbüchern für die Fernsehserie a.k.a. Pablo. Er selbst etablierte sich sowohl als Dramatiker als auch als Drehbuchautor. Sein bisher bedeutendstes Werk ist das Drehbuch zur Filmbiografie Die Reise des jungen Che, für das er bei der Oscarverleihung mit einer Nominierung für das Beste adaptierte Drehbuch bedacht wurde. Er war damit der erste puerto-ricanische Autor, dem diese Ehre zuteilwurde.

## Werke
- 1983: The House of Ramon Iglesia
- 1988: The Promise
- 1990: Each Day Dies With Sleep
- 1992: Marisol
- 1993: Tape
- 1997: Giants Have Us In Their Books
- 1995: Cloud tectonics
- 1996: The Street of the Sun
- 1998: Sueno
- 2000: Lovers of Long Red Hair
- 2000: References To Salvador Dalí Make Me Hot
- 2000: Sonnets for an Old Century
- 2006: School of the Americas
- 2007: Massacre (Sing To Your Children)
- 2008: Brainpeople
- 2008: Boleros for the Disinchanted
- 2008: Human Emotional Process
- 2010: Pablo and Andrew at the Altar of Words
- 2010: Golden
- 2010: The Kiss of the Spider Woman (Übersetzung)

## Filmografie
- 1984: a.k.a. Pablo (Fernsehserie, zwei Folgen)
- 1985: Noch Fragen Arnold? (Diff'rent Strokes, Fernsehserie, drei Folgen)
- 1991–1992: Eerie, Indiana (Fernsehserie, 19 Folgen)
- 1998: Das Dschungelbuch: Mowglis Abenteuer (The Jungle Book: Mowgli's Story)
- 2004: Die Reise des jungen Che (Diarios de motocicleta)
- 2007: Trade – Willkommen in Amerika (Trade)
- 2010: Briefe an Julia (Letters to Juliet)
- 2012: On the Road – Unterwegs (On the Road)

## Auszeichnungen (Auswahl)
- OFCS 2004: Nominierung für das Beste adaptierte Drehbuch mit Die Reise des jungen Che
- Chlotrudis Awards 2005: Nominierung für das Beste adaptierte Drehbuch für Die Reise des jungen Che
- Goya 2005: Bestes adaptiertes Drehbuch für Die Reise des jungen Che
- Oscarverleihung 2005: Nominierung für das Beste adaptierte Drehbuch für Die Reise des jungen Che